# Warrenton (Oregon)
Warrenton és una població dels Estats Units a l'estat d'Oregon. Segons el cens del 2000 tenia 4.096 habitants.

## Demografia
Segons el cens del 2000, Warrenton tenia 4.096 habitants, 1.621 habitatges, i 1.087 famílies. La densitat de població era de 128,3 habitants per km².
Dels 1.621 habitatges en un 33,7% hi vivien nens de menys de 18 anys, en un 52,1% hi vivien parelles casades, en un 11% dones solteres, i en un 32,9% no eren unitats familiars. En el 26,5% dels habitatges hi vivien persones soles el 10,2% de les quals corresponia a persones de 65 anys o més que vivien soles. El nombre mitjà de persones vivint en cada habitatge era de 2,49 i el nombre mitjà de persones que vivien en cada família era de 3.
Per edats la població es repartia de la següent manera: un 26,6% tenia menys de 18 anys, un 8,2% entre 18 i 24, un 29,8% entre 25 i 44, un 22,4% de 45 a 60 i un 13,1% 65 anys o més.
L'edat mediana era de 37 anys. Per cada 100 dones de 18 o més anys hi havia 100,3 homes.
La renda mediana per habitatge era de 33.472$ i la renda mediana per família de 42.946$. Els homes tenien una renda mediana de 31.654$ mentre que les dones 21.133$. La renda per capita de la població era de 16.874$. Aproximadament l'11,9% de les famílies i el 14,2% de la població estaven per davall del llindar de pobresa.

## Poblacions més properes
El següent diagrama mostra les poblacions més properes.